# La Sordita
La Sordita es el nombre artístico de Juana Valencia, bailaora del siglo XIX natural de Jerez de la Frontera (Cádiz). Hija de Paco de la Luz, hermana de María Valencia, “La Serrana”, y ancestro de “El Sordera”, “La Sordita” actuó en los cafés cantantes de su tiempo, donde destacó por soleares y por bulerías.
Bailaora de gran talla, muy popular entre los aficionados de su tiempo y figura indiscutible de los establecimientos flamencos de la época. Tenía el defecto de ser un poquito sorda, de ahí su nombre artístico, cosa que en nada mermó sus extraordinarias facultades para sentar sus reales en el tablao y formar una auténtica revolución allá donde actuara.
Según José Blas Vega, La Sordita trabajaba en 1900 en el Café Novedades de Sevilla, pasando después al denominado Filarmónico, donde permaneció los años 1902 y 1903. Volvió al Novedades en 1904, continuando algunas temporadas más en él, y de allí pasó a otros establecimientos flamencos andaluces. 
En los tiempos en que La Sordita actuaba como profesional del baile existían otras figuras de la talla de La Malena o La Macarrona, mas la Sordita, seguía triunfando de manera constante por todos los escenarios de España.
Fue una de las más destacadas y admiradas por cuantos aficionados acudían a presenciar el baile de estas afamadas artistas. La Sordita, a su buen bailar y sobre todo a la magnífica colocación de sus brazos en la danza flamenca unía una gran belleza gitana. [7]
El Ayuntamiento de Jerez de la Frontera le dedicó una calle.